# Municipio de Olvey
El municipio de Olvey (en inglés: Olvey Township) es un municipio ubicado en el condado de Boone en el estado estadounidense de Arkansas. En el año 2010 tenía una población de 440 habitantes y una densidad poblacional de 14,37 personas por km².

## Geografía
El municipio de Olvey se encuentra ubicado en las coordenadas 36°11′56″N 92°57′36″O / 36.19889, -92.96000. Según la Oficina del Censo de los Estados Unidos, el municipio tiene una superficie total de 30.61 km², de la cual 30,58 km² corresponden a tierra firme y (0,11 %) 0,03 km² es agua.

## Demografía
Según el censo de 2010, había 440 personas residiendo en el municipio de Olvey. La densidad de población era de 14,37 hab./km². De los 440 habitantes, el municipio de Olvey estaba compuesto por el 98,18 % blancos, el 0,23 % eran amerindios y el 1,59 % eran de una mezcla de razas. Del total de la población el 0,68 % eran hispanos o latinos de cualquier raza.